# Adolf Molin
Gustaf Adolf Molin (i riksdagen kallad Molin i Södertälje), född 14 december 1874 i Vissefjärda, död 5 april 1940 i Södertälje, var en svensk skräddare och politiker. 
Adolf Molin var riksdagsledamot i andra kammaren för Stockholms läns södra valkrets 1912-1917 och i första kammaren för Stockholms läns valkrets vid urtima riksmötet 1919. I riksdagen skrev han två egna motioner en om SJ:s lönereglemente och en om upprättande av en egnahemsfond för städerna.